# Center Theatre
Le Center Theatre était un théâtre situé au 1236 6e Avenue, à l'angle sud-est de la 49e Rue Ouest dans le bloc sud du Rockefeller Center à New York. Pouvant accueillir 3 500 personnes, il était conçu à l'origine comme un cinéma de prestige, un movie palace (en). Achevé en 1932, il devint le lieu notoire de spectacles de patinage sur glace. Détruit en 1954, c'est le seul bâtiment du complexe original du Rockefeller Center à avoir été démoli:326, 327.

## Histoire
Le Center Theatre, à l'origine le RKO Roxy Theatre, fut édifié dans le cadre de la construction du Rockefeller Center (en). Les travaux débutèrent en novembre 1931 et il ouvrit le 29 décembre 1932 avec le film The Animal Kingdom et un spectacle sur scène. Il était conçu comme une petite sœur du Radio City Music Hall de 6 000 places situé à un pâté de maisons, qui au début ne projetait pas de films. Il portait le nom du producteur Samuel Roxy Rothafel (en), engagé par le Rockefeller Center pour superviser la conception et l'exploitation des deux théâtres,. Après l'échec initial du Music Hall au cours de ses premières semaines, Rothafel eut une crise cardiaque et ne revint jamais dans ses nouveaux théâtres. Un procès remporté en 1933 par les propriétaires du Roxy Theatre (en), un autre théâtre situé Septième Avenue, qui revendiquaient l'exclusivité du nom « Roxy », amena les nouveaux dirigeants à le rebaptiser RKO Center.

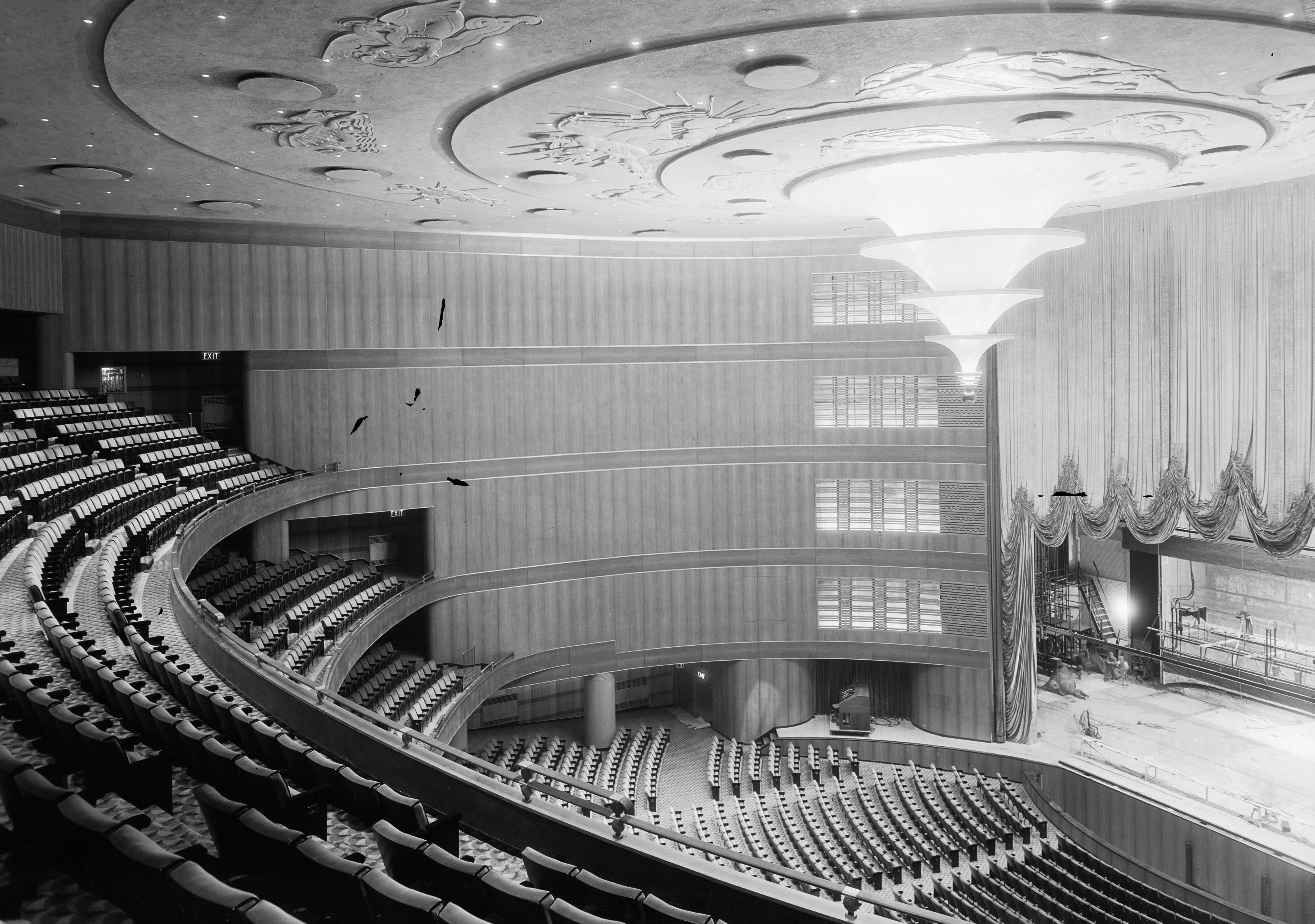
Le RKO Roxy,, New York, NY, 1932, avec son plafond à moulures et le lustre à trois niveaux.

Le Centre Theatre présentait un élégant design Art déco. L'architecte en était Edward Durell Stone et la décoration était d'Eugene Schoen. Le design sobre mais frappant comportait des murs incurvés lambrissés d'acajou, un plafond constellé de cercles décorés en demi-relief de figures mythologiques ainsi qu'un énorme lustre métallique à trois niveaux large de 7,6 mètres, pesant six tonnes, pourvu de 400 ampoules électriques d'une puissance de 104 000 watts ; le plus grand de son époque, la chaleur qu'il dégageait rendait nécessaire un système de refroidissement à hélices. Trois mezzanines peu profondes offraient une vue dégagée sur la scène. La grande scène comportait des ascenseurs à vis, tout comme la fosse d'orchestre. Il y avait aussi un orgue Wurlitzer à 34 rangs avec une seule console en bois teinté à droite de la scène, semblable aux consoles jumelles de Radio City Wurlitzer qui étaient finies en ébène. Betty Gould et Raymond Bohr faisaient partie des artistes vedettes de l'orgue:46.
Exploité à l'origine par la chaîne de cinéma RKO, le Centre fut éclipsé par le très populaire Music Hall. En 1934, on le convertit en théâtre et lieu de comédies musicales. Désormais appelé Centre Theatre, il proposait The Great Waltz (en) et autres spectacles, mais il était trop grand pour connaître un succès financier durable. Le dernier long métrage projeté y fut Pinocchio de Walt Disney en 1940.
Cherchant un moyen de rentabiliser le Center Theatre, le Rockefeller Center, inspiré par le succès théâtral de la championne de patinage artistique Sonja Henie, le réaménagea en lieu de spectacles musicaux sur glace :51. L'entreprise etait dirigée par GS Eyssell, directeur exécutif du Rockefeller Center, et Arthur M. Wirtz, de Chicago.
Une scène de patinage de 30,48 mètres de large avec une surface de patinage de 650 mètres carrés fut installée avec en dessous 8 500 mètres de conduites qui faisaient circuler en continu un fluide frigorigène au débit de 1 900 litres minutes. À la surface, on monta des dispositifs réfrigérants spécialement conçus pour le lieu. Le résultat était une piste gelée en permanence, idéale pour le patinage.
L'établissement rouvrit le 10 octobre 1940 avec la présentation de la production de Sonja Henie, It Happens on Ice, le premier des spectacles musicaux de patinage. Le spectacle fut un énorme succès, attirant plus de 1,5 million de personnes au cours de sa diffusion. Au cours des années suivantes, le Centre proposa davantage de spectacles sur glace produits par Henie et Wirtz, notamment : Stars on Ice (en), Hats Off to Ice (en), Icetime (en) et Howdy Mr. Ice (en). De plus, le Centre abrita la saison printanière de la San Carlo Opera Company (en) de 1944 à 1949.
Cependant, le Center Theatre ne fut jamais rentable pour le Rockefeller Center. En 1951, le théâtre fut loué par NBC et devint un studio de retransmission en direct avec des programmes comme The Voice of Firestone (en) et Your Show of Shows (en). Deux ans plus tard, la United States Rubber Company fit savoir qu'elle souhaitait agrandir le Rockefeller Center au-dessus du Center Theatre ; le théâtre fut fermé et détruit pour faire place à des bureaux supplémentaires.
Démoli en 1954, il fut remplacé par un ajout de 19 étages au bâtiment de l'US Rubber Company. La production finale du théâtre fut la partie new-yorkaise des Oscars de 1954, quand Audrey Hepburn remporta le prix de la meilleure actrice pour Roman Holiday. Au cours du processus de démolition, le US Rubber Building situé au-dessus fut installé temporairement sur pilotis, les bureaux situés au-dessus de l'ancien théâtre étant toujours occupés pendant le processus de démolition. Les portes, lampes et autres meubles furent revendus au Cherry Lane Theatre (en) dans West Village. L'Université Bob Jones acheta les ascenseurs de scène et les platines du Center Theatre et les réassembla dans son auditorium Rodeheaver, où ils sont encore utilisés aujourd'hui.